# 天保の大飢饉

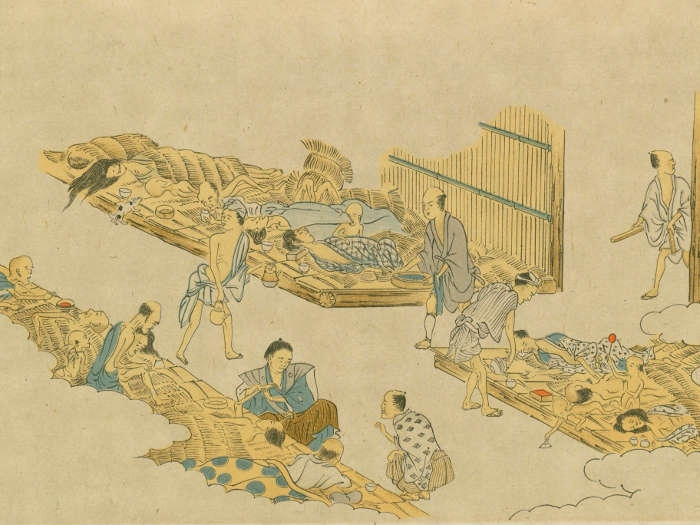
天保の大飢饉の際、小屋に収容され保護を受ける罹災民を描いたもの。

天保の大飢饉（てんぽうのだいききん）、天保の飢饉は、江戸時代後期の1833年（天保4年）に始まり、1835年から1837年にかけて最大規模化した飢饉である。1839年（天保10年）まで続いた。1837年（天保8年）までと定義する説もある。
寛永の大飢饉、享保の大飢饉、天明の大飢饉に続く江戸四大飢饉の一つで、寛永の大飢饉を除いた江戸三大飢饉の一つに数えられる。

## 概要

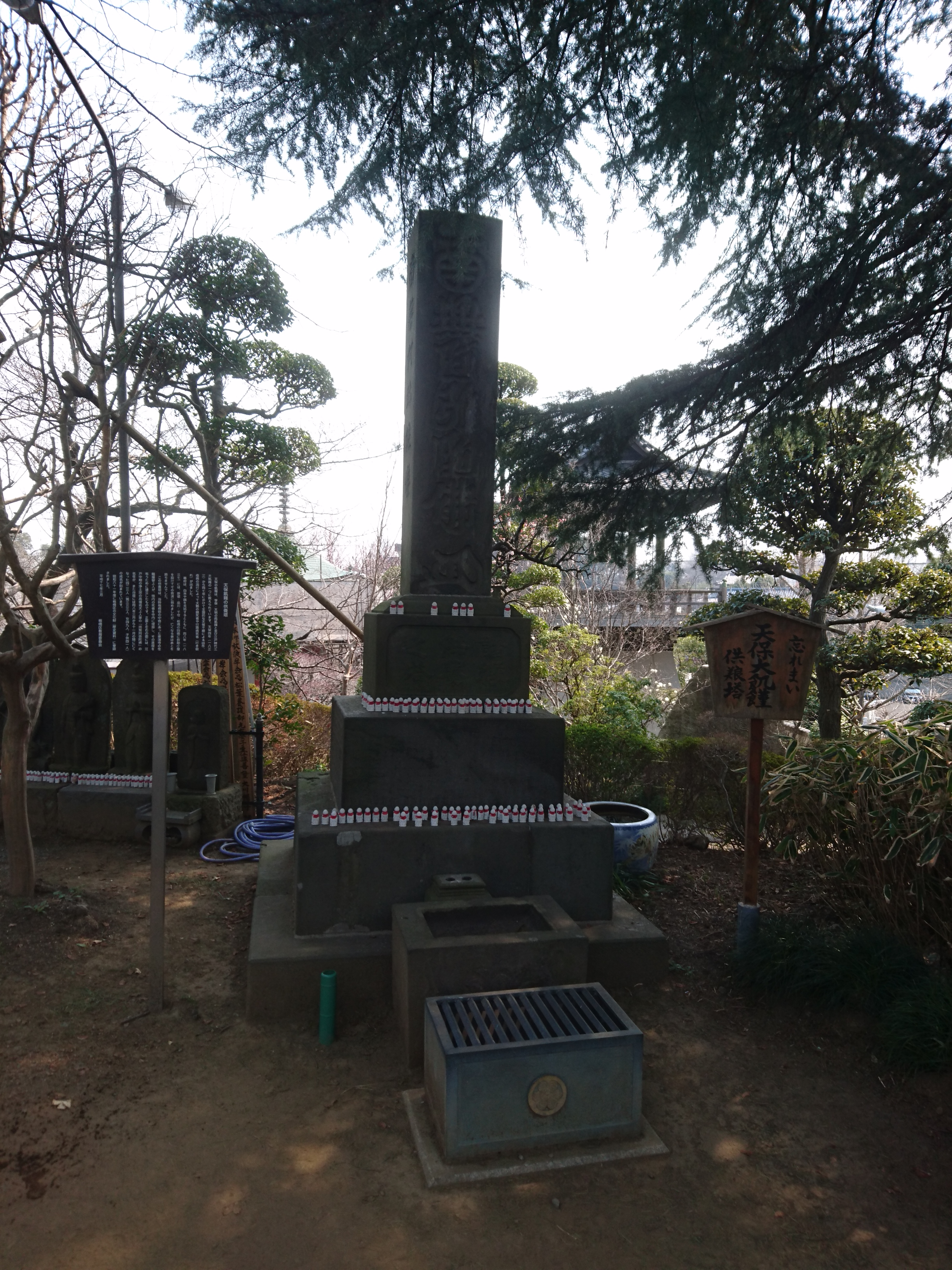
東京都板橋区赤塚の乗蓮寺にある天保飢饉供養塔

主な原因は天保4年（1833年）の大雨による洪水や冷害による大凶作であった。東北地方（陸奥国と出羽国）の被害が最も大きかった。19世紀前半は太陽活動が低調だったことに加えて、仙台藩士の花井安列が書き残した日記の1835年4月の項に、このところ日の出が赤い旨の記述があり、日本から見てほぼ地球の反対側にある中米ニカラグアにあるコシグイナ火山で同年1月に起きた大噴火による日傘効果による気温低下が冷害を悪化させた可能性が指摘されている。
特に仙台藩の場合は盛んに新田開発を行い、100万石を超える実高を有していたが、米作に偏った政策を行っていたため被害が甚大であった。領内では藩札の信用が落ち、小判が使われるようになったことで市中では現金が不足して物価が高騰、領内は悪性のインフレに陥った。仙台藩は城下の商人に他藩から米を買い付けるように依頼した他、領内に店を出していた近江商人の中井家に2万両の確保を依頼するなど、民間の財力に大きく依存することとなった。藩では対策として1845年に施粥所を設置、城下でも町ごとに日懸銭で米の備蓄制度を始め、昭和初期まで続いた。
50年前の天明の大飢饉と比較して、凶作対策が行われたため死者の数は少なかったが、商品作物の商業化で農村に貧富の差が拡大したため、貧困の百姓が多く餓死した。徳川幕府は救済のため、江戸では市中21か所に御救小屋（5800人収容）を設置したが、救済者は70万人を超えた。米価急騰も引き起こしたため、各地で百姓一揆や打ちこわしが頻発し、天保7年6月に幕府直轄領である甲斐国一国規模の百姓一揆となった天保騒動や、天保8年2月に大坂で起こった大塩平八郎の乱の原因にもなった。特に大坂では、毎日約150人から200人を超える餓死者を出していたという。
京都では東町奉行組与力平塚瓢斎が企画発案し、鳩居堂主人熊谷直恭、教諭所儒者北小路三郎の協力のもと、鴨川三条橋の南に御救小屋を設置した救援事業が知られる。この事業は天保8年（1837年）正月から翌年3月までの間に1480余人の流民を救援し、うち974人が寺院に埋葬された。その様子を詳細に描いた絵師小沢華岳筆『荒歳流民救恤図』原本（著色紙本、1巻）は京都の山本読書室資料に伝わっているが、明治32年（1899年）に渡辺崋山筆とする偽物が作り出され流布した。
一方、犠牲者を一人も出さなかったと伝えられる藩もある。たとえば田原藩では、家老の渡辺崋山が師であった佐藤信淵の思想をもとにした『凶荒心得書』を著して藩主に提出し、役人の綱紀粛正と倹約、民衆の救済を最優先すべきことと説き、給与改革や義倉の整備を実行して成果をあげた。また米沢藩でも天明の大飢饉の教訓を生かして義倉の整備や「かてもの」という救荒食の手引書を作成して配布するなどの事前対策が取られていた。

## 大飢饉の名残
主に東北から北陸や山陰の日本海側や、近畿から四国などまで広い地域の方言で、「てんぽな」または「てんぽ」という形容動詞・形容詞が用いられる。「大変な」「とんでもない」「とてつもない」「途方もない」などの広い意味を表す。天保の飢饉に由来するともいわれ、現代まで言葉に残る大飢饉の名残と言える。まれにさらに強調した意味で「天明天保な」とも使われる。
鳥取藩では「申年がしん」としてこの飢饉の悲惨さが伝説となって、近年まで語り継がれていた。
東北地方を中心に飢饉の犠牲者を慰霊するための叢塚（くさむらづか）が現在も残っている。

## 人口の変化
当時の日本の推計人口は1833年からの5年間で125万2000人減少しており（後述の参考資料参照）、人口減少幅の規模としては天明の大飢饉に匹敵する。

### 当時の日本の推計人口
「江戸後期から明治前期までの年齢別人口および出生率・死亡率の推計」によれば
- 1833年（天保4年） 3,198万
- 1838年（天保9年） 3,073万
- 1843年（天保14年） 3,177万

### 仙台藩の推計人口
仙台藩の食糧備蓄を当てにした困窮者が周辺の藩から流入したが、腸チフスと思われる疫病の流行も重なり、人口は大きく減少した。

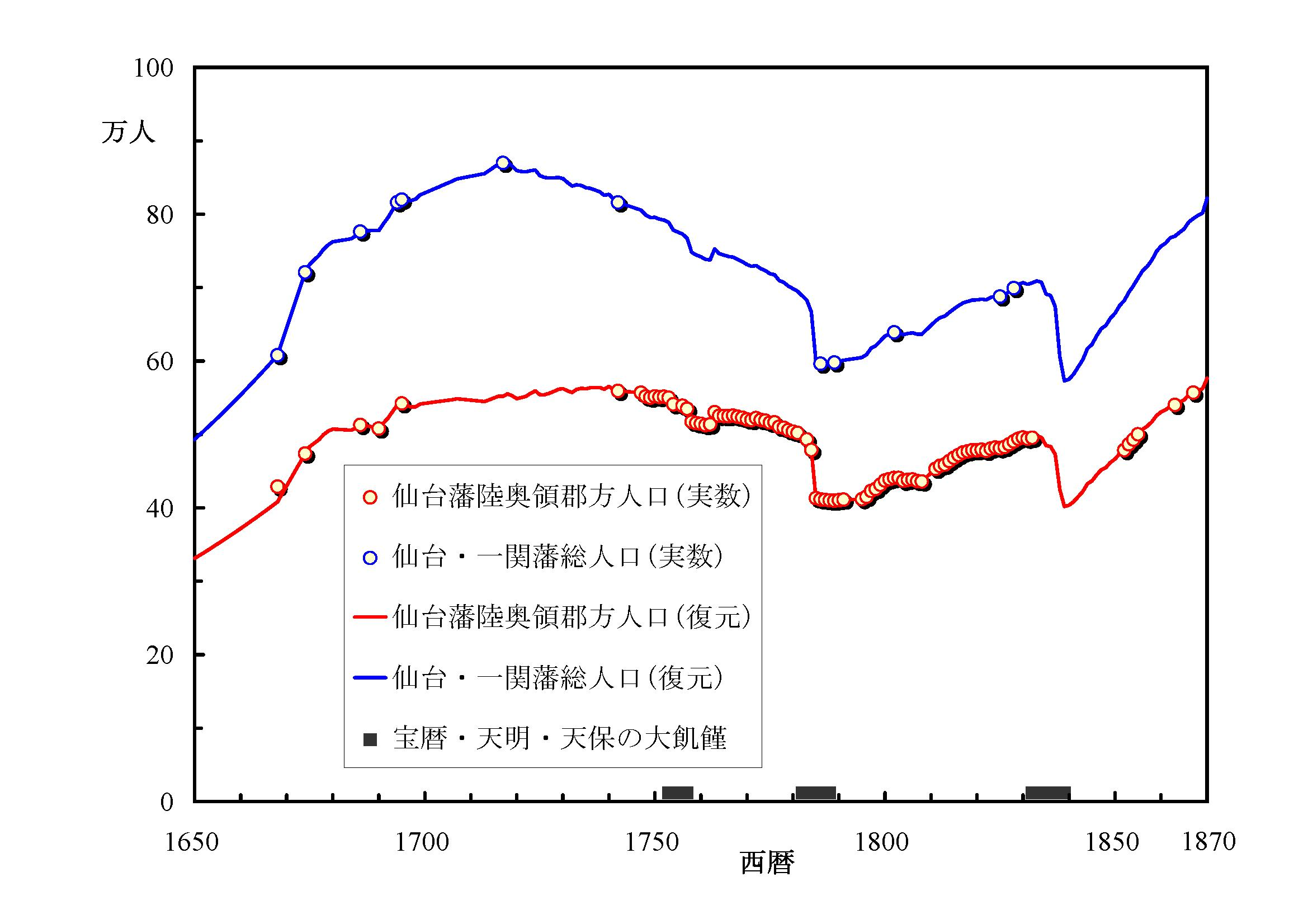
仙台藩の陸奥領郡方人口（一関藩を除く）、仙台・一関藩総人口の変遷

### 箱館方面への人口移動
餓死を免れようと密かに蝦夷地（現在の北海道）へ渡る者が現れ、箱館方面の人口が増えた。渡来した者は、一時これを保護しておいて、1人につき米1升、銭200文を与えて帰らせるという対策などもとられたが、密かに住み着く者もいたためこのようになった。